# Aluze
Aluze – miejscowość i gmina we Francji, w regionie Burgundia-Franche-Comté, w departamencie Saona i Loara.
Według danych na rok 1990 gminę zamieszkiwało 199 osób, a gęstość zaludnienia wynosiła 33 osoby/km² (wśród 2044 gmin Burgundii Aluze plasuje się na 712. miejscu pod względem liczby ludności, natomiast pod względem powierzchni na miejscu 1177.).